# Mirette
Mirette (Originaltitel: Mirette on the High Wire) ist ein  Kinderbuch von Emily Arnold McCully, welches u. a. im Jahr 1993 mit einer Caldecott-Medaille ausgezeichnet wurde.

## Musical
Harvey Schmidt und Tom Jones, die Autoren des Musicals mit der längsten Laufzeit in der Geschichte, The Fantasticks, welches seit 1960 ununterbrochen in New York gespielt wird, arbeiteten das mehrfach ausgezeichnete Kinderbuch von Emily Arnold McCully, Mirette on the High Wire, zu einem phantasievollen Musical für die ganze Familie um. 1996 kreierte Steve Barton in der Weltpremiere, des neuen Musicals, Mirette, die Titelfigur des Bellini. In weiteren Rollen waren Kelly Maby als Mirette und Jerry Vichi als Max zu sehen. Das Musical wurde vom 1. bis 25. August 1996 am Norma Terris Theater in Chester, Connecticut, USA aufgeführt. Die Musik dazu stammt von Harvey Schmidt, die Song-Texte schrieb Tom Jones und das Buch Elizabeth Diggs. 

## Handlung
Mirette erzählt ein poetisches Märchen aus der Welt des Zirkus. Die märchenhafte Handlung trägt sich um 1890 in Paris zu. Die zehnjährige Mirette schwärmt für einen alternden Seiltänzer. Gegen den Willen ihrer Mutter bringt er Mirette das Seiltanzen bei. Bei ihrem gemeinsamen Auftritt gehen ihm zwar die Nerven durch, aber Mirette kann durch ihren Charme und ihre Kunstfertigkeit die Sympathien der Zuschauer für sich gewinnen.